# Списък на реките в Алабама
Списъкът на реките в Алабама съдържа основните реки и потоци, които текат в щата Алабама, Съединените американски щати.
Щатът се пресича от 14 големи реки, повечето от които текат към делтата Мобил – Тинсоу, която се намира в югоизточната част на щата, на Мексиканския залив. Географски Алабама е разделена на 3 основни водосборни басейна – Басейна на река Тенеси в северната част на щата, Басейна на река Мобил в централната част и крайбрежния басейн в южната част, от река Ескатопа на югозапад, до река Чатахучи на изток. Най-големите реки в щата са Тенеси, Алабама, Томбигби и Чатахучи. Последната тече по границата на Алабама с Джорджия.

## По речни системи
- Чатахучи
- Тенеси
- Чоктохачи
  - Пий Ривър
  - Литъл Чоктохачи
- Йелоу Ривър
- Искамбия
  - Конику

Делта Мобил – Тинсоу
- Алабама
  - Куса
  - Талапуса
  - Кахаба
- Томбигби
  - Блек Уориър
  - Сипси
  - Нохуби

## По азбучен ред
- Алабама
- Блек Уориър
- Искамбия
- Йелоу Ривър
- Кахаба
- Конику
- Куса
- Литъл Чоктохачи
- Нохуби
- Пий Ривър
- Сипси
- Талапуса
- Тенеси
- Томбигби
- Чатахучи
- Чоктохачи